# Francisco R. Serrano
Francisco Roque Serrano Barbeytia (Santa Ana, Choix, Sinaloa; 16 de agosto de 1889-Huitzilac, Morelos; 3 de octubre de 1927), conocido como Francisco R. Serrano, fue un militar y político mexicano que se desempeñó como general del Ejército Constitucionalista durante la Revolución mexicana y gobernador del Distrito Federal de 1926 a 1927.

## Biografía

### Primeros años
Nació el 16 de agosto de 1889 en Santa Ana, Distrito del Fuerte, estado de Sinaloa. Siendo sus padres Rufino Serrano y Micaela Barbeytia. Radicó en el estado de Sonora, donde trabajó como tenedor de libros y contador. En 1910 se adhirió al movimiento revolucionario con el grado de subteniente, alcanzando el grado de capitán 2/o. Acompañó al coronel Álvaro Obregón en su expedición en contra de la invasión orozquista en 1912. Este mismo año fungió como secretario particular del gobernador de Sonora, José María Maytorena, cargo que dejó al saber sobre el asesinato del presidente Francisco I. Madero en febrero de 1913, enrolándose en las filas del Ejército Constitucionalista, causando alta el 1 de marzo como capitán 1/o., en el Estado Mayor de la Columna Expedicionaria, al mando del entonces coronel Álvaro Obregón.

### Ejército de Álvaro Obregón

Álvaro Obregón (izquierda) junto a Serrano en 1915.

A las órdenes de Obregón prestó sus servicios en el estado Mayor del Cuerpo de Ejército del Noroeste, en el Cuerpo de Operaciones de Sonora, así como en la 1.ª y 3.ª División del Noroeste, donde logró ascender por méritos en campaña hasta el grado de General de Brigada. Participó activamente en las campañas contra tropas federales, huertistas, villistas, zapatistas, yaquis y en la rebelión delahuertista, operando en los estados de Sonora, Sinaloa, Nayarit, Jalisco, Colima, Michoacán, Guanajuato, Querétaro, Hidalgo, Puebla, Veracruz, Tlaxcala, México, Distrito Federal, Aguascalientes, San Luis Potosí y Coahuila.

### Oficial Mayor en Guerra y Marina y diputado
Fungió como oficial mayor de la Secretaría de Guerra y Marina, del 16 de mayo al 19 de septiembre de 1916; de igual manera fue diputado federal y posteriormente subsecretario de la misma Secretaría, del 1 de junio al 25 de noviembre de 1920 y del 1 de febrero de 1921 al 3 de marzo de 1922, habiendo quedado como encargado del despacho desde mediados de diciembre de 1921 hasta el 3 de marzo, toda vez que a partir del 4 de marzo de 1922 y hasta el 30 de septiembre de 1924 desempeñó el cargo de Secretario de Guerra y Marina. Gobernador del Distrito Federal, del 21 de junio de 1926 a junio de 1927.

### Candidatura presidencial de 1928

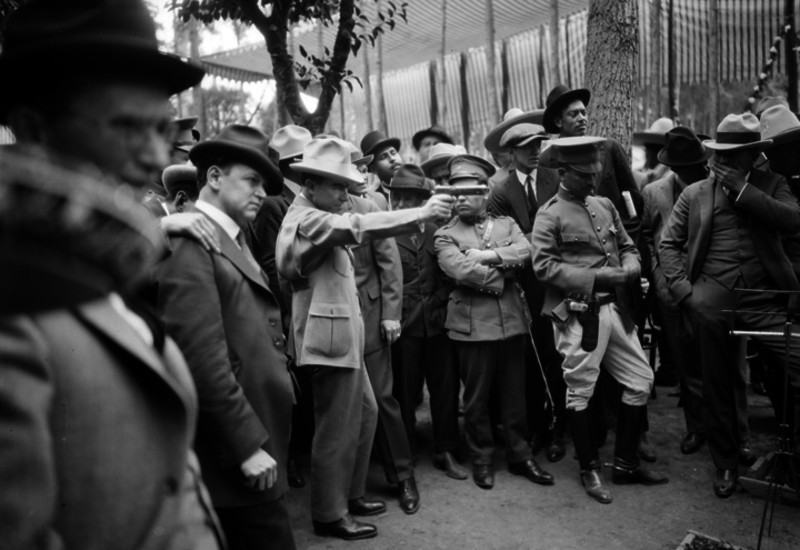
Fotografía tomada durante su campaña política.

Arrancó su campaña para presidente de México en junio de 1927, respaldado por el Partido Socialista de Yucatán, el Centro Antirreeleccionista, la Alianza de Partidos Antirreeleccionistas de los Estados y el Partido Nacional Revolucionario (no confundir con el organismo que fundó años después Plutarco Elías Calles) en contra de la candidatura de su principal contrincante Álvaro Obregón, quien buscaba reelegirse y para lo cual se reformó la Constitución y de esa forma se pudiera permitir su propia reelección, violando el axioma revolucionario de “Sufragio Efectivo, No Reelección”. Los dos principales candidatos antirreeleccionistas, Serrano y el general Arnulfo R. Gómez, hacen campaña política acusando de manera verbal al general Álvaro Obregón de un sinnúmero de delitos y este a su vez, se dedica a difamar en sus peroratas a sus contrincantes. Serrano y Gómez planean así aprehender a Obregón, Calles y Amaro durante las prácticas militares que se llevarían a cabo en el Campo Aéreo de Balbuena, pero el plan fracasó. 

#### Detención
El general Francisco R. Serrano se traslada a Cuernavaca, Morelos, en donde festejaba su “santo” y es detenido el 2 de octubre. De acuerdo con testimonios de testigos presenciales, al general Serrano y acompañantes, entre los que figuraban los generales Miguel Ángel Peralta, Vidal y otros, se les recluyó en el cuartel de Cuernavaca con la única orden de mantenerles vigilados, lo cual es corroborado por el hecho de que Serrano y compañeros se encontraban armados y con ciertas comodidades, no comunes en esos tiempos, como era el contar con catres y no estar separados.

### Muerte

#### Contexto
El gobierno del General Plutarco Elías Calles llegaba su fin para el año de 1927. En un ambiente sumamente tenso, el Estado mexicano se veía comprometido desde distintos frentes: el conflicto contra los cristeros y los levantamientos huelguistas de obreros y campesino, no conformes con el gobierno del General Calles.
Debido a ello el proyecto institucional encaminado por la fracción Sonorense debía continuar, de la mano de aquellos que hicieron la Revolución: los generales. Álvaro Obregón, "el Caudillo" se inclinó por Francisco R. Serrano. 
A Serrano le precedía una carrera militar intachable de la mano de Obregón, su amigo y hermano de armas. Sin embargo, la Cámara de Diputados modificó la Constitución, extendiendo el periodo presidencial a seis años. La tentativa reeleccionista permanecía en el aire (Calles u Obregón). Serrano vio en este acto una traición a los ideales de la Revolución y al principio de la no reelección, por lo que decidió lanzar su candidatura, hecho que terminó con su muerte el 3 de octubre de 1927.

#### Aprehensión
Serrano y sus hombres (Carlos A. Vidal, Miguel A. Peralta, Daniel Peralta, Rafael Martínez de Escobar, Otilio González, Carlos V. Araiza, Alonso Capetillo, Augusto Peña, Antonio Jáuregui, Ernesto Noriega Méndez, Octavio Almada, José Villa Arce y Enrique Monteverde) son aprehendidos a primera hora del día 3 de octubre en Cuernavaca. Serrano pide hablar con Obregón, con la confianza de que será recibido en el Castillo de Chapultepec. Un poco antes de llegar a Huitzilac la caravana de automóviles que llevaba a Serrano  - quien viajaba en su auto particular - se detiene y los prisioneros son entregados al general Claudio Fox y un regimiento de artillería con 300 soldados armados con rifles Thompson. Cuando Serrano vio a Fox, le entregó su pistola al capitán García Alcántara, indicándole que “se la guardara porque ya no la iba a necesitar”.

#### Asesinato
Minutos después de reanudar la marcha la caravana se detienen en un claro a la derecha del camino. El kilómetro 48 de la carretera a Cuernavaca. Una vez en posesión de los prisioneros, bajo las órdenes del general Claudio Fox, Hilario Marroquín grita: "Amárrenles las manos a todos y échenle bala a las caras que es el lugar más seguro". Les atan las manos con cordón eléctrico. Serrano se resiste, respondiendo que es una infamia, pero Marroquín abre la puerta del coche y lo baja a fuetazos. Lo golpea en el rostro con su rifle Thompson. “La sangre baña a Serrano. Acto seguido le dispara a quemarropa una docena de balas. Aún con su interior destrozado,  permanece de pie y mira con horror a su verdugo, Marroquín vuelve a disparar. Cuando Serrano se desploma le patea la cara hasta desfigurarla”.  
El resto de los hombres fueron obligados a bajar de los autos. Los demás oficiales y soldados abren fuego indiscriminadamente. Rematan a los soldados a bayonetazos. Los tropas comienzan a saquear los cadáveres, a quienes se les desprenden de carteras, relojes, fistoles, zapatos y cinturones. Un verdadero acto de rapiña. "Fox se apropia del automóvil y veinte mil pesos de Serrano". 
Las ropas de los muertos presentaban las gradaciones de las balas así como también las señales de las bayonetas. Al general Serrano se le tomó una mascarilla mortuoria en donde se aprecian claramente los golpes y vejaciones de que fue objeto. De esa máscara existen unas cuantas copias, una de ellas en poder del Museo de la Revolución Mexicana. 

#### Traslado de los Cuerpos
Los cadáveres fueron conducidos al Castillo de Chapultepec, en donde Álvaro Obregón y Plutarco Elías Calles dieron cuenta del cumplimiento de las órdenes. 
"A la luz de una lámpara de pilas contempla uno por uno a los cadáveres. Permanece un instante frente al cuerpo ya irreconocible de Serrano. Sufre un estremecimiento. Para disimularlo dice: -A esta rebelión ya se la llevó la chingada - Da media vuelta y regresa al Castillo”.  
Al participar por acción u omisión en el asesinato de Serrano, quien lo había ayudado a ser lo que fue, Obregón aniquiló también algo dentro de él mismo. Irónicamente, el general Serrano tenía cierta relación familiar con el general Álvaro Obregón, porque su hermana Amelia estaba casada con un hermano de Obregón.
Finalmente el beneficiario de Huitzilac fue Calles quién salió listo para convertirse en "Jefe Máximo de la Revolución”.